# La Palmilla
La Palmilla es una zona y barrio perteneciente al distrito Palma-Palmilla de la ciudad andaluza de Málaga, España, siendo uno de los barrios que da nombre al distrito. Según la delimitación oficial del ayuntamiento, La Palmilla limita al norte con el barrio 26 de febrero; al este, con el barrio de Virreina; al sur, con Huerta La Palma; y al oeste con La Palma. Popularmente, La Palmilla también engloba otras barriadas vecinas como La Palma, La Virreina o el 26 de febrero, que son barrios distintos según el ayuntamiento de Málaga. El barrio es uno de los más deprimidos económicamente de España, presenta un notable deterioro urbanístico y en él persisten graves problemas de exclusión social, por lo que es considerado como "barrio marginal" y es conocido como el barrio más conflictivo de toda Málaga.
El barrio se levantó en los años 1960, y fue poblado por vecinos provenientes de El Perchel, La Trinidad, El Bulto y otros asentamientos chabolistas del centro. En el acto de inauguración estuvieron presentes el obispo Ángel Herrera Oria y el ministro de Vivienda, José María Martínez Sánchez-Arjona. No se realizaron las intervenciones de inclusión y convivencia necesarias para un buen clima vecinal y ciudadano. Esto, generó conductas desestructuradas como la violencia, conflictos y venta de estupefacientes, entre otras.
Algunas series de ficción como Malaka, han llevado a la construcción de un estereotipo del barrio dentro de la cultura popular española.

## Historia

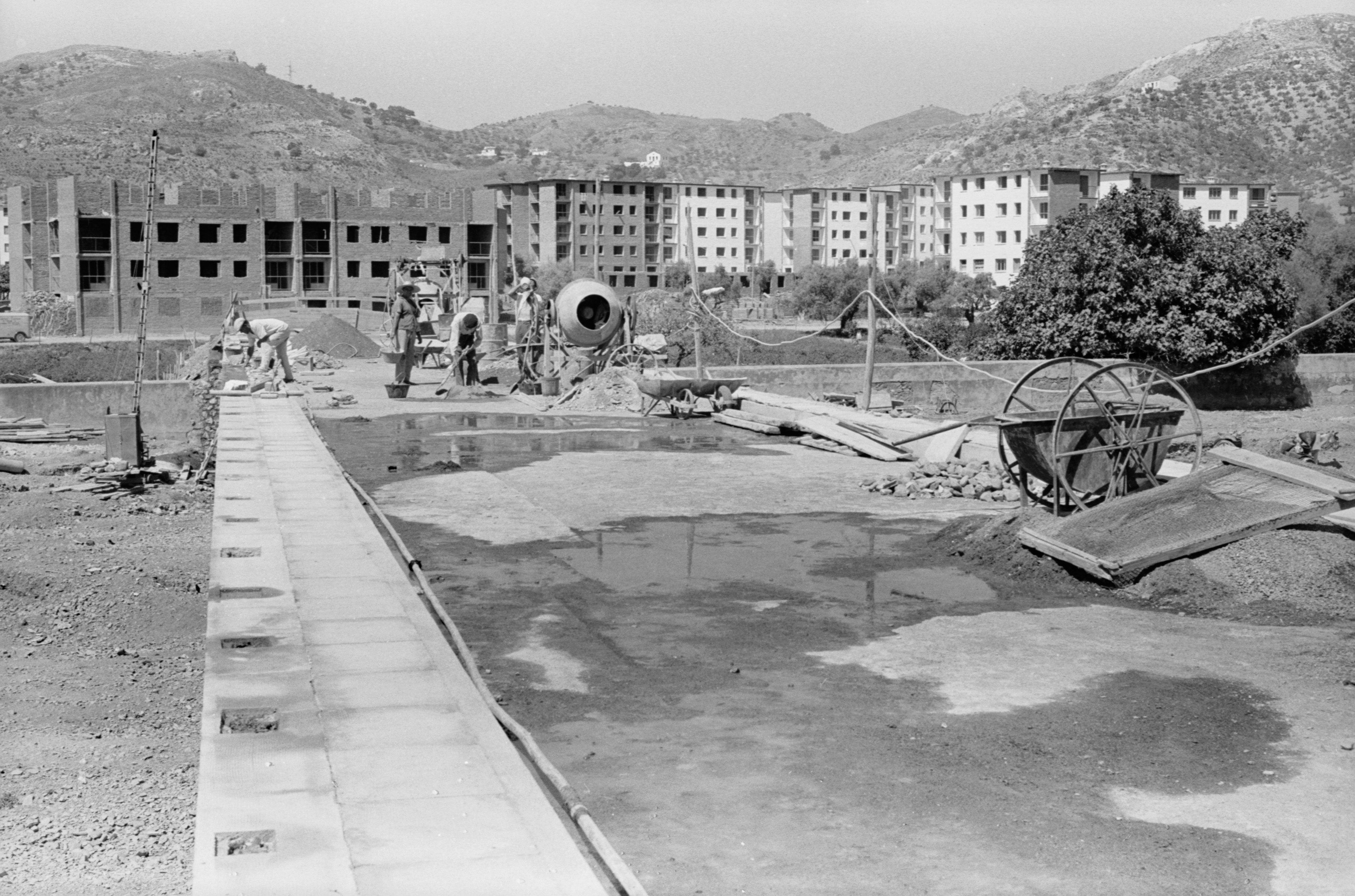
Vista de La Palmilla a principios de los años 1960.

La historia del barrio tiene origen en los años sesenta, fundamentalmente, para otorgar viviendas a la población por el plan de restructuración urbanística y reubicación de personas procedentes de zonas chabolistas y/o deprimidas de la ciudad como la Trinidad o El Perchel.
La ubicación y cesión de las viviendas se realizaron sin ningún orden y estudio social, ni infraestructuras adecuadas. Asimismo, a este hecho se suma que no se realizaron las intervenciones de inclusión y convivencia necesarias para un buen clima vecinal y ciudadano. Esto, generó conductas desestructuradas como la violencia, conflictos y venta de estupefacientes, entre otras.
En la actualidad, la zona se encuentra en deterioro y degradación urbanística. 
El 14% de los residentes son inmigrantes, siendo Marruecos el principal país de origen. Además, existe un notable número de inmigrantes en situación irregular. El distrito es uno de los más desfavorecidos, en donde persisten graves problemas de exclusión social y  marginalidad.
La problemática y demanda social en el Distrito ha sufrido una considerable transformación y aumento en los últimos años: personas que no tienen cubiertas sus necesidades básicas (comida, vivienda...), niños y ancianos en situación de grave riesgo social, familias sin recursos económicos, sectores inmersos en proceso de exclusión social (jóvenes y mujeres), etc.
Se puede estimar con datos muy fiables que unas 2.000 personas viven en esta zona de la ciudad en situación de pobreza severa; es decir, disponen de menos de 160 euros al mes para mantenerse, o lo que es lo mismo, menos de 5,3 euros al día. Esta precariedad afecta a unas 500 familias y se agudiza en personas jóvenes y en el colectivo femenino, sobre todo cuando concurren situaciones de ruptura de los vínculos familiares y circunstancias de adicción a estupefacientes de ellos mismos o de algún miembro de las familias

## Transporte
En autobús queda conectado mediante las siguientes líneas de la EMT: 
| Línea | Trayecto                     | Recorrido | Frecuencia |
| ----- | ---------------------------- | --------- | ---------- |
| 17    | Alameda Principal - La Palma | Recorrido | 10 minutos |

## Barriadas
1) Barriada La Palma:
La edificación de esta área corresponde a principios de los años 70. En esta zona nos encontramos con viviendas unifamiliares distribuidas en bloques de 13 plantas y otros de 4 plantas. Actualmente esta barriada se encuentra dentro del Plan de Rehabilitación Cornisa Norte del Instituto Municipal de la Vivienda del Ayuntamiento de Málaga. Son inmuebles de unas dimensiones que oscilan entre 90 y 120 metros cuadrados.
2) Barriada La Palmilla:
La barriada de la Palmilla fue construida a principios de la década de los 60. La tipología de bloques tipo se compone de dos volúmenes edificatorios con la altura de planta baja más cuatro, con dos viviendas por planta en cada uno de los volúmenes. En el centro de cada edificio se encuentran las escaleras y pasillos abiertos ala exterior. El número de viviendas en cada planta es de cuatro. La estructura de la edificación se realizó mediante muros de carga de ladrillo macizo, forjado de viguetas y losas de hormigón. La dimensión de las viviendas es de 40 metros cuadrados. Los bloques carecen de ascensor.
3) Barriada La Virreina:
Las viviendas de la Virreina se construyeron en 1961. La tipología de bloques tipo se compone de dos volúmenes edificatorios con la altura de planta baja más cuatro, con dos viviendas por planta en cada uno de los volúmenes. En el centro de cada edificio se encuentran las escaleras y pasillos abiertos al exterior. El número de viviendas en cada planta es de cuatro. La estructura de la edificación se realizó mediante muros de carga de ladrillo macizo, forjado de viguetas y losas de hormigón. La dimensión de las viviendas es de 40 metros cuadrados. Los bloques carecen de ascensor. En esta barrida habría que destacar la carencia de equipamientos. El mobiliario urbano está muy deteriorado.
4) Barriada 720 Viviendas:
Está situada al otro lado de la avenida Valle Inclán, constituida por bloques con bajo y cuatro plantas, de cuatro viviendas por planta. Carecen de ascensor. Limitando a la
barriada por el sur (calle Arlanza) existen cuatro bloques de 11 plantas con ascensor.
5) Barriada 26 de Febrero:
Se trata de viviendas que se construyeron a principios de los años 60. La tipología de bloques tipo se compone de dos volúmenes edificatorios con la altura de planta baja más cuatro, con dos viviendas por planta en cada uno de los volúmenes. En el centro de cada edificio se encuentran las escaleras y pasillos abiertos al exterior. El número de viviendas en cada planta es de cuatro. La estructura de la edificación se realizó mediante muros de carga de ladrillo macizo, forjado de viguetas y losas de hormigón. La dimensión de las viviendas es de 40 metros cuadrados. Los bloques carecen de ascensor. En esta barriada prácticamente se carece de equipamientos y el mobiliario urbano está muy deteriorado.
6) Unidades de Viviendas Adosadas (UVA) (503 viviendas):
Son viviendas unifamiliares, las casas mata. Haciendo un estudio pormenorizado de las viviendas en estas barriadas nos encontramos con instalaciones desfasadas, que han superado el tiempo de servicio (contadores de agua, instalación eléctrica, cubiertas, instalación contra incendios, saneamiento, ascensores y mantenimiento incorrecto y mal uso de las zonas y dotaciones comunes).

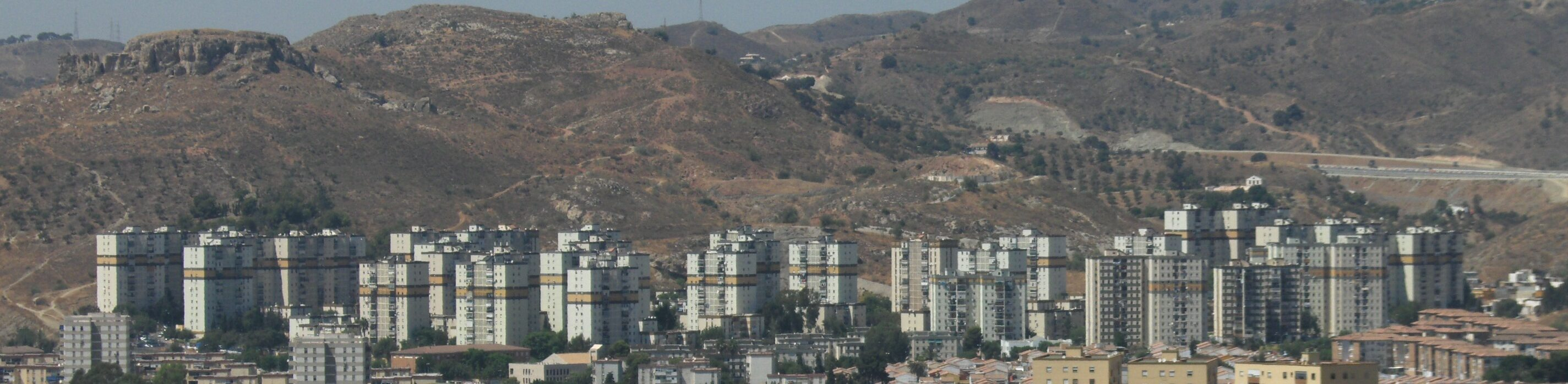
Panorámica del panorama urbano de La Palmilla desde el Monte Victoria.